# Jean Alix
Pour les articles homonymes, voir Alix.
 (juin 2025).
Jean Alix est un graveur et peintre français du XVIIe siècle.
Jean Alix est originaire de Moulins ou de Paris et naît sans doute vers 1615.
Il grave à la fois au burin et à l'eau-forte.
Il aurait été l'élève de Philippe de Champaigne et de Jean Morin.